# Капаклия
Капаклия (рум. Capaclia) — село в Кантемирском районе Молдавии. Относится к сёлам, не образующим коммуну.

## История
Село было основано в 1812 году.
В 1817 году в Капаклии проживало всего 44 человека, из них — 1 священник, 1 дьякова вдова, 1 пономарь, 1 дьячок, Низ. сослов. 37 хоз., 3 бурл. Вотчина принадлежала медельничеру Василию Россети. Площадь около 3000 фал. из которых занято селищем ок. 50 фал., выгоном 45 фал., 2000 фал. остается им для пропитания и ок 500 фал. леса из которых охраняется около 300 фал., а прочичие отпускаются (в слободы) поселянам. Также имелись три ветряных мельцы, два фрукторвых сада. Владелец вотчины не имел никаких угодий.
С 1999 по 2002 год являлось селом-резиденцией (административным центром) коммуны Капаклия, включавшее также село Харагыш.

## География
Село расположено примерно в 14 км к востоку от города Кантемир. Ближайшие населённые пункты — сёла Кочулия и Вишнёвка. Высота населённого пункта - 166 метров над уровнем моря.

## Население
По данным переписи населения 2004 года, в селе Капаклия проживает 2140 человек (1052 мужчины, 1088 женщин).
Этнический состав села:
| Национальность | Число жителей | Процентный состав |
| -------------- | ------------- | ----------------- |
| молдаване      | 2095          | 97.9              |
| румыны         | 16            | 0.75              |
| русские        | 9             | 0.42              |
| украинцы       | 6             | 0.28              |
| гагаузы        | 6             | 0.28              |
| болгары        | 5             | 0.23              |
| прочие         | 3             | 0.14              |
| Всего          | 2140          | 100%              |

## Известные уроженцы
- Алексей Бусуйок (род. 1967) —  молдавский политический и государственный деятель. Примар Капаклии (2003—2007, 2011—2019).

## Города-побратимы
- Кумпэна, уезд Констанца, Румыния (2013)[13]
- Чугуд, уезд Алба,Румыния (2014)[13]
- Никулицел, уезд Тулча,Румыния (2016)[13]
- город Тыргу-Окна, Румыния (2017)[13]

1. ↑  Список примаров, избранных на очередных местных выборах в октябре 2019 года. Центральная избирательная комиссия Республики Молдова. Дата обращения: 19 апреля 2020. Архивировано 5 марта 2021 года.
2. 1 2  Капаклия (англ.). earthtools.org. — Высота над уровнем моря по данным SRTM.
3. 1 2  Национальное бюро статистики Республики Молдова. Население по типу местности, населенным пунктам и полу, в территориальном разрезе (рум.) (.xls). Официальный сайт Национального бюро статистики Республики Молдова. — Результаты переписи населения Молдовы 2004 года. Дата обращения: 27 октября 2012. (148 КБ)
4. ↑  Почтовые коды Республики Молдова (рум.). Официальный сайт «Почта Молдовы». Дата обращения: 27 октября 2012.
5. ↑  Национальное бюро статистики Республики Молдова. Clasificatorul unităţilor administrativ-teritoriale (CUATM) (рум.). Официальный сайт Национального бюро статистики Республики Молдова. — Классификатор административно-территориальных единиц Республики Молдова (CUATM). Дата обращения: 22 мая 2017.
6. ↑  Закон № 764 от 27.12.2001 об административно-территориальном устройстве Республики Молдова. Государственный реестр правовых актов Республики Молдова. Дата обращения: 2 июля 2013.
7. ↑  Вишневка — польское село на юге Молдавии. jutrzenka.md. Дата обращения: 21 октября 2012. Архивировано 23 октября 2012 года.
8. ↑  Falce, fălci (lat. falx,-cis) – 1,43 ha sau cu aproximativ 14000 m2.. Prima atestare în Moldova ţine de anul 1470. Până în sec. 17 se utiliza doar pentru măsuratul viilor. Ulterior, cu falcea se măsurau fâneţele, o falce fiind echivalentă cu o zi de coasă. Cu falcea se măsura uneori şi pământul arabil. La sf. sec. 18 avea 80 de prăjini fălceşti sau 3 pogoane;
9. ↑  Роспись землевладения и сословного строя населения Бессарабии по данным переписи 1817 года. Обработал по официальным данным И.Н. Халиппа. Труды Бессарабской Губернской Учёной Архивной Комиссии. Том третий. 1907 год.
10. ↑  Закон Nr. 306 от  07.12.1994 об административно-территориальном устройстве Республики Молдова. Государственный реестр правовых актов Республики Молдова. Дата обращения: 28 июля 2020. Архивировано 28 июля 2020 года.
11. ↑  Закон Nr. 191 от  12.11.1998 об административно-территориальном устройстве Республики Молдова. Государственный реестр правовых актов Республики Молдова. Дата обращения: 28 июля 2020. Архивировано 18 февраля 2020 года.
12. ↑  Национальное бюро статистики Республики Молдова. Население по национальностям и населенным пунктам, в территориальном разрезе (рум.) (.xls). Официальный сайт Национального бюро статистики Республики Молдова. — Результаты переписи населения Молдовы 2004 года. Дата обращения: 27 октября 2012. (302 КБ)
13. 1 2 3 4  Capaclia - satul unde Unionismul e la modă, iar primarul, un gospodar ce nu are hotar la Prut (рум.). Unimedia. Unimedia (8 ноября 2018). Дата обращения: 25 августа 2020. Архивировано 23 мая 2021 года.